# Elmore Smith
Elmore Smith (nascut el 9 de maig de 1949 en Macon, Geòrgia) és un exjugador de bàsquet estatunidenc que va jugar durant 8 temporades en l'NBA. Amb 2,13 metres d'alçada jugava en la posició de pivot. És considerat un dels millors faedor de taps de la història.